# Grevillea hockingsii
Grevillea hockingsii är en tvåhjärtbladig växtart som beskrevs av W.M. Molyneux & P.M. Olde. Grevillea hockingsii ingår i släktet Grevillea och familjen Proteaceae. Inga underarter finns listade i Catalogue of Life.